# 히르카니아

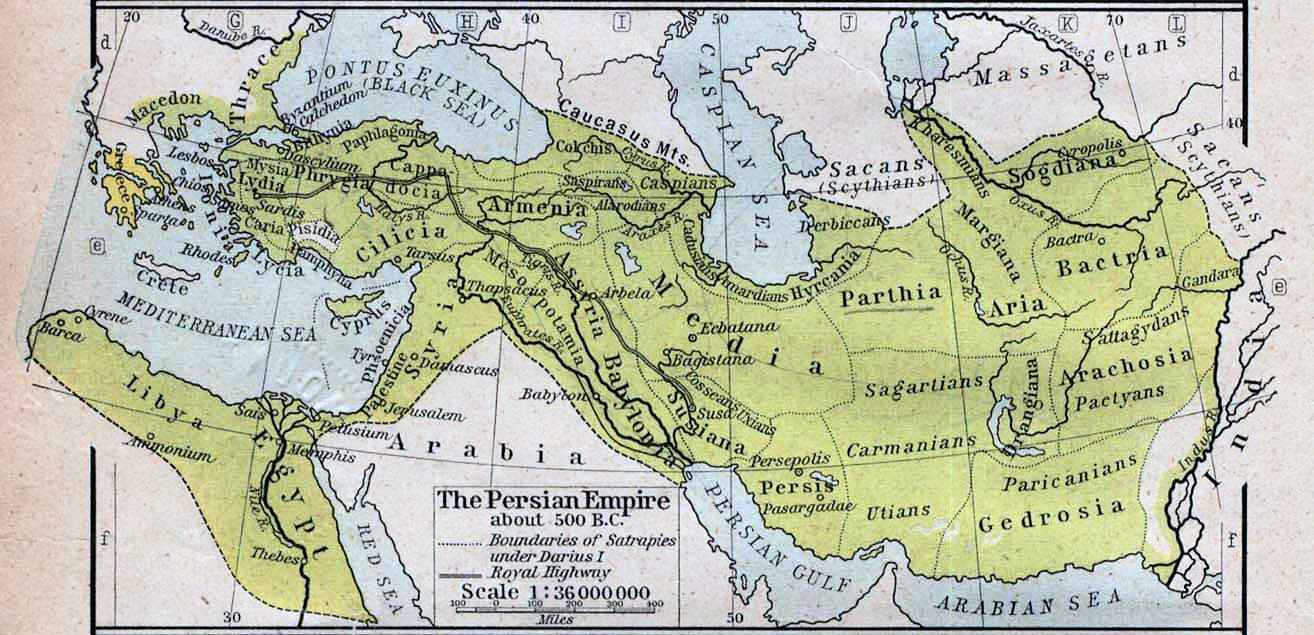
히르카니아를 보이는 아케메네스 제국의 지도

히르카니아는 현재 이란의 골레스탄 주, 마잔다란 주, 길란 주와 투르크메니스탄의 일부를 포함하는 카스피해 남쪽의 영토에 위치한 고대 왕국이었다.
히르카니아는 그리스어 역사에 기록되었는데, 이 그리스 이름은 고대 페르시아어 베르카나의 의미를 차용한 것이다. 베르카는 늑대를 의미하며, 결과적으로 히르카니아는 늑대의 땅이라는 의미이다.
그리스인에게 카스피해는 히르카니아 해로, 중세에는 마잔다란 해였다. 페르시아인은 그곳이 최고의 신 아후라 마즈다가 인간을 창조한 곳으로 믿었다.
북동쪽으로는 히르카니아는 중앙아시아 스텝으로 열려 있으며, 그곳에 유목 종족이 수세기 동안 살아왔다.
히르카니아는 페르시아 제국의 일부로 키루스 대왕 또는 캄비세스에 의해 병합되었다. 아케메네스 왕조 아래에서 그곳은 파르티아의 하부주로 운영되는 것처럼 보였다.
캄비세스 사후에 마르기아나인 찬탈자 가우마타는 아케메네스에 속하지 않고 왕좌를 찬탈하였다. 페르시아 왕가의 지지자들은 그러나 다리우스가 왕이 되도록 도왔다. 그는 찬탈자를 기원전 522년 9월 29일 죽였는데, 즉시 제국의 백성들이 반란을 일으켰다. 다리우스가 반란을 진압하고 바빌론에 머물 때 메디아 지도자 프라오르테스가 그의 권력을 발표하였다. 그의 반란은 곧 아르메니아, 아시리아, 파르티아와 히르카니아로 퍼졌다. 그러나 페르시아의 주둔군은 파르티아에서 저항하였다. 그것은 다리우스의 아버지 히스타스페스가 지휘하였다.
기원전 521년 3월 6일 파르티아와 그 동맹 히르카니아는 페르시아 주둔군을 공격하였지만 격파되었다. 얼마후 다리우스는 그의 아버지를 구원하였고 이것은 히르카니아 역사상 첫 등장의 장면이었다.

## 같이 보기
- 곤바데카부스
- 아몰
- 사리 (이란)
- 타키투스